# Systoloneura
Systoloneura is een geslacht van vlinders uit de familie mineermotten (Gracillariidae).
Het geslacht omvat volgende soorten:
- Systoloneura geometropis (Meyrick, 1936)
- Systoloneura randiae Vári, 1961